# الدوري الويلزي الممتاز 2003
الدوري الويلزي الممتاز 2003 هو موسم من الدوري الويلزي الممتاز. فاز فيه نادي كولوال.